# 小行星1899
小行星1899（1899 Crommelin）是一颗绕太阳运转的小行星，为主小行星带小行星。该小行星于1971年10月26日发现。
該小行星以英國天文學家安德魯·克羅姆林命名。

## 轨道参数
小行星1899的轨道半长轴为2.2647388 UA，离心率为0.106。